# Michelle Branch
 (janvier 2020).
Si vous disposez d'ouvrages ou d'articles de référence ou si vous connaissez des sites web de qualité traitant du thème abordé ici, merci de compléter l'article en donnant les références utiles à sa vérifiabilité et en les liant à la section « Notes et références ».
Pour les articles homonymes, voir Branch.
Michelle Branch est une chanteuse et guitariste américaine, née le 2 juillet 1983 à Phoenix, en Arizona. Elle est surtout reconnue pour la chanson The Game of Love qu'elle a interprété avec le groupe rock latino Santana sur l'album Shaman en 2002. Elle a aussi fait quelques apparitions dans des téléséries américaines, entre autres Buffy contre les vampires en 2001, Charmed en 2003 et Hell's Kitchen en 2010 dans lesquelles elle interprète son propre rôle. 

## Biographie
Ses parents l'ont prénommée Michelle en hommage à la chanson des Beatles, elle a des ancêtres irlandais, français, néerlandais et indonésiens. Elle s'est mariée en 2004 avec son bassiste Teddy Landau, frère de Michael Landau, et a donné naissance à une fille prénommée Owen Isabelle en août 2005.
Michelle Branch a commencé à composer durant son adolescence et a chanté dans des clubs déjà en 1998 puis ce fut la parution de son premier album Broken Bracelet en 2000. Elle a ensuite signé un contrat avec la compagnie de Madonna, Maverick Records, qui a édité en 2001 l'album The Spirit Room. Le disque s'est vendu à plus d'un million d'exemplaires aux États-Unis et les singles Everywhere, All You Wanted et Goodbye to You ont figuré dans les hit parades de plusieurs pays. On peut aussi entendre l'une de ses chansons, Goodbye to You, dans Buffy contre les vampires, Roswell ainsi que dans Charmed (elle fait une apparition). Hotel Paper, sorti en 2003, a été certifié album de platine, et le simple Are You Happy Now? a atteint le Top 20 aux États-Unis, néanmoins les singles suivants n'ont pas rencontré le même succès.
En 2001-2002, elle participe à l'enregistrement de l'album Shaman du groupe rock latino Santana, sur lequel elle chante The Game of Love.
Fin 2004 elle a formé le groupe The Wreckers en compagnie de Jessica Harp. La sortie de leur premier album Stand Still, Look Pretty ayant été retardée, la disponibilité du disque fut alors normalement prévue pour le courant de l'année 2006.
"Way Back Home Live from New-York", un DVD live de leur tournée américaine est rendu disponible à l'achat en décembre 2007, et rend hommage à leur succès !
Peu après, Michelle annonce à ses fans la reprise de sa carrière solo, et fait une série succincte de concerts en première partie (dont the NorVa le 10 avril 2008 et Azalea Festival concert le 11 avril 2008). Elle en profite pour annoncer le titre de son nouveau EP "Everything Comes and Goes".

## Discographie

### Albums
- Broken Bracelet (2000, Twin Dragon Records)
- The Spirit Room (2001, Maverick)
- Hotel Paper (2003, Maverick)
- Stand Still, Look Pretty  (The Wreckers, 2006, Warner Bros/Maverick)
- Everything Comes and Goes  (2010, Warner Bros/Maverick)
- Hopeless Romantic (2017, Verve)
- The Trouble With Fever (2022, Audio Eagle/Nonesuch Records and Warner Records)

### Singles
- Everywhere (2001)
- All You Wanted (2002)
- Goodbye to You (2002)
- Are You Happy Now? (2003)
- Breathe (2003)
- One of These Days (2004)
- 'Til I Get Over You (2004)
- Leave The Pieces (2006, The Wreckers)
- My Oh My (2006, The Wreckers)
- Tennessee (2006, The Wreckers)
- Together (2008, bande originale du film The Sisterhood of the Traveling Pants 2)
- This Way (2009)
- I Lose My Heart (2009, avec Chris Isaak)
- Sooner Or Later (2010)
- Getaway (2010, avec Timbaland)
- Loud Music (2011)

## Participations
- 2002 : Shaman du groupe Santana - Chanson The Game of Love
- 2005 : All That I Am de Santana - Chanson I'm Feeling You

## Filmographie
- 2001 : Buffy contre les vampires ; Elle-même
- 2002 : Mes plus belles années ; Lesley Gore
- 2002 : Une nana au poil ; DJ
- 2003 : Charmed : Elle-même
- 2005 : Les Frères Scott ; Elle-même
- 2010 : Hell's Kitchen : Elle-même